# Митропа куп 1969.
Митропа куп 1969. је било 28. издање клупског фудбалског такмичења Митропа купа.
Такмичење је трајало од 13. новембра 1968. до 3. јула 1969. године.  Интер Братислава је у финалном двомечу био успешнији од Теплице и освојио први трофеј Митропа купа. 

## Резултати

### Осминафинале
| Меч | Клуб             | Држава       | укупан рез.  | Држава       | Клуб                | 1. утак. | 2. утак. |
| --- | ---------------- | ------------ | ------------ | ------------ | ------------------- | -------- | -------- |
| 1   | Хонвед           | Мађарска     | 0:2          | СФРЈ         | Жељезничар Сарајево | 0:1      | 0:1      |
| 2   | Татабања         | Мађарска     | 3:6          | Чехословачка | Теплице             | 3:3      | 0:3      |
| 3   | Вашаш            | Мађарска     | 6:4          | Аустрија     | Штурм               | 4:3      | 2:1      |
| 4   | Аталанта         | Италија      | 3:9          | СФРЈ         | Црвена звезда       | 2:4      | 3:5      |
| 5   | Вардар           | СФРЈ         | 2:5          | Аустрија     | Адмира Вакер        | 2:2      | 0:3      |
| 6   | Винер Шпорт-клуб | Аустрија     | 2:2( п.г.г.) | Италија      | Каљари              | 1:0      | 1:2      |
| 7   | Интер Братислава | Чехословачка | 3:1          | Италија      | Палермо             | 3:0      | 0:1      |
| 8   | Татабања         | Чехословачка | 5:3          | СФРЈ         | Хајдук Сплит        | 4:1      | 1:2      |

### Четвртфинале
| Меч | Клуб             | Држава       | укупан рез.  | Држава       | Клуб                | 1. утак. | 2. утак. |
| --- | ---------------- | ------------ | ------------ | ------------ | ------------------- | -------- | -------- |
| 1   | Бањик Острава    | Чехословачка | 1:5          | СФРЈ         | Жељезничар Сарајево | 1:1      | 0:4      |
| 2   | Црвена звезда    | СФРЈ         | 3:5          | Мађарска     | Вашаш               | 1:2      | 2:3      |
| 3   | Винер Шпорт-клуб | Аустрија     | 1:3          | Чехословачка | Теплице             | 1:1      | 0:2      |
| 4   | Адмира Вакер     | Аустрија     | 3:3( п.г.г.) | Чехословачка | Интер Братислава    | 2:2      | 1:1      |

### Полуфинале
| Меч | Клуб                | Држава       | укупан рез. | Држава       | Клуб    | 1. утак. | 2. утак. |
| --- | ------------------- | ------------ | ----------- | ------------ | ------- | -------- | -------- |
| 1   | Интер Братислава    | Чехословачка | 3:2         | Мађарска     | Вашаш   | 2:2      | 1:0      |
| 2   | Жељезничар Сарајево | СФРЈ         | 2:3         | Чехословачка | Теплице | 1:1      | 1:2      |

### Финале
| Меч | Клуб             | Држава       | укупан рез. | Држава       | Клуб    | 1. утак. | 2. утак. |
| --- | ---------------- | ------------ | ----------- | ------------ | ------- | -------- | -------- |
| 1   | Интер Братислава | Чехословачка | 4:1         | Чехословачка | Теплице | 4:1      | 0:0      |

| Освајач Митропа купа 1969. |
| -------------------------- |
| Интер Братислава 1. Титула |